# Francis de Laporte de Castelnau

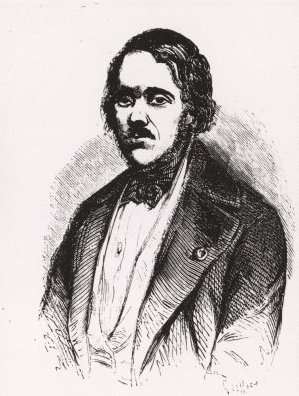
Francis de Laporte de Castelnau

François Louis Nompar de Caumont LaPorte,  conde de Castelnau (25 de Dezembro de 1810 – 4 de Fevereiro de 1880) foi um naturalista inglês que esteve em serviço da França. (Algumas fontes dão como nascido em 1812). 
Nasceu em Londres, estudou história natural em Paris. De 1837 a 1841 efectuou uma expedição científica ao Canadá, onde estudou a fauna dos lagos canadianos e os sistemas políticos do Canadá e dos Estados Unidos da América. 
De 1843 a 1847, com dois botânicos e um taxidermista, cruzou a América do Sul, do Peru ao Brasil, seguindo o Amazonas e os sistemas do Rio da Prata. 
Serviu como cônsul francês na Bahia em 1848; em Siam de 1848 até 1862, e em Melbourne, Austrália, de 1864 a 1877.
O nome Laportea foi estabelecido, em sua memória, como género de árvores tropicais.

## Obras
- Histoire naturelle, 1837.
- Vues et souvenirs de l'Amérique du Nord
- Expédition dans les parties centrales de l'Amérique: histoire naturelle des insectes coléoptères, 1840.
- Mémoires sur les poissons de l'Afrique australe, 1843.